# Unicodeblock Mro
Der Unicodeblock Mro (U+16A40 bis U+16A6F) beinhaltet die Schriftzeichen des Mru, einer Sprache in einem Gebiet, das teilweise in Myanmar, Indien und Bangladesch liegt.

## Liste
Alle Zeichen haben die bidirektionale Klasse "links nach rechts".
| Unicodenummer   | Zeichen (400 %) | Kategorie                               | Offizielle Bezeichnung | Beschreibung        |
| --------------- | --------------- | --------------------------------------- | ---------------------- | ------------------- |
| U+16A40 (92736) | 𖩀               | anderer Buchstabe, Silbe oder Ideogramm | MRO LETTER TA          | Mro-Buchstabe Ta    |
| U+16A41 (92737) | 𖩁               | anderer Buchstabe, Silbe oder Ideogramm | MRO LETTER NGI         | Mro-Buchstabe Ngi   |
| U+16A42 (92738) | 𖩂               | anderer Buchstabe, Silbe oder Ideogramm | MRO LETTER YO          | Mro-Buchstabe Yo    |
| U+16A43 (92739) | 𖩃               | anderer Buchstabe, Silbe oder Ideogramm | MRO LETTER MIM         | Mro-Buchstabe Mim   |
| U+16A44 (92740) | 𖩄               | anderer Buchstabe, Silbe oder Ideogramm | MRO LETTER BA          | Mro-Buchstabe Ba    |
| U+16A45 (92741) | 𖩅               | anderer Buchstabe, Silbe oder Ideogramm | MRO LETTER DA          | Mro-Buchstabe Da    |
| U+16A46 (92742) | 𖩆               | anderer Buchstabe, Silbe oder Ideogramm | MRO LETTER A           | Mro-Buchstabe A     |
| U+16A47 (92743) | 𖩇               | anderer Buchstabe, Silbe oder Ideogramm | MRO LETTER PHI         | Mro-Buchstabe Phi   |
| U+16A48 (92744) | 𖩈               | anderer Buchstabe, Silbe oder Ideogramm | MRO LETTER KHAI        | Mro-Buchstabe Khai  |
| U+16A49 (92745) | 𖩉               | anderer Buchstabe, Silbe oder Ideogramm | MRO LETTER HAO         | Mro-Buchstabe Hao   |
| U+16A4A (92746) | 𖩊               | anderer Buchstabe, Silbe oder Ideogramm | MRO LETTER DAI         | Mro-Buchstabe Dai   |
| U+16A4B (92747) | 𖩋               | anderer Buchstabe, Silbe oder Ideogramm | MRO LETTER CHU         | Mro-Buchstabe Chu   |
| U+16A4C (92748) | 𖩌               | anderer Buchstabe, Silbe oder Ideogramm | MRO LETTER KEAAE       | Mro-Buchstabe Keaae |
| U+16A4D (92749) | 𖩍               | anderer Buchstabe, Silbe oder Ideogramm | MRO LETTER OL          | Mro-Buchstabe Ol    |
| U+16A4E (92750) | 𖩎               | anderer Buchstabe, Silbe oder Ideogramm | MRO LETTER MAEM        | Mro-Buchstabe Maem  |
| U+16A4F (92751) | 𖩏               | anderer Buchstabe, Silbe oder Ideogramm | MRO LETTER NIN         | Mro-Buchstabe Nin   |
| U+16A50 (92752) | 𖩐               | anderer Buchstabe, Silbe oder Ideogramm | MRO LETTER PA          | Mro-Buchstabe Pa    |
| U+16A51 (92753) | 𖩑               | anderer Buchstabe, Silbe oder Ideogramm | MRO LETTER OO          | Mro-Buchstabe Oo    |
| U+16A52 (92754) | 𖩒               | anderer Buchstabe, Silbe oder Ideogramm | MRO LETTER O           | Mro-Buchstabe O     |
| U+16A53 (92755) | 𖩓               | anderer Buchstabe, Silbe oder Ideogramm | MRO LETTER RO          | Mro-Buchstabe Ro    |
| U+16A54 (92756) | 𖩔               | anderer Buchstabe, Silbe oder Ideogramm | MRO LETTER SHI         | Mro-Buchstabe Shi   |
| U+16A55 (92757) | 𖩕               | anderer Buchstabe, Silbe oder Ideogramm | MRO LETTER THEA        | Mro-Buchstabe Thea  |
| U+16A56 (92758) | 𖩖               | anderer Buchstabe, Silbe oder Ideogramm | MRO LETTER EA          | Mro-Buchstabe Ea    |
| U+16A57 (92759) | 𖩗               | anderer Buchstabe, Silbe oder Ideogramm | MRO LETTER WA          | Mro-Buchstabe Wa    |
| U+16A58 (92760) | 𖩘               | anderer Buchstabe, Silbe oder Ideogramm | MRO LETTER E           | Mro-Buchstabe E     |
| U+16A59 (92761) | 𖩙               | anderer Buchstabe, Silbe oder Ideogramm | MRO LETTER KO          | Mro-Buchstabe Ko    |
| U+16A5A (92762) | 𖩚               | anderer Buchstabe, Silbe oder Ideogramm | MRO LETTER LAN         | Mro-Buchstabe Lan   |
| U+16A5B (92763) | 𖩛               | anderer Buchstabe, Silbe oder Ideogramm | MRO LETTER LA          | Mro-Buchstabe La    |
| U+16A5C (92764) | 𖩜               | anderer Buchstabe, Silbe oder Ideogramm | MRO LETTER HAI         | Mro-Buchstabe Hai   |
| U+16A5D (92765) | 𖩝               | anderer Buchstabe, Silbe oder Ideogramm | MRO LETTER RI          | Mro-Buchstabe Ri    |
| U+16A5E (92766) | 𖩞               | anderer Buchstabe, Silbe oder Ideogramm | MRO LETTER TEK         | Mro-Buchstabe Tek   |
| U+16A60 (92768) | 𖩠               | Dezimalziffer                           | MRO DIGIT ZERO         | Mro-Ziffer Null     |
| U+16A61 (92769) | 𖩡               | Dezimalziffer                           | MRO DIGIT ONE          | Mro-Ziffer Eins     |
| U+16A62 (92770) | 𖩢               | Dezimalziffer                           | MRO DIGIT TWO          | Mro-Ziffer Zwei     |
| U+16A63 (92771) | 𖩣               | Dezimalziffer                           | MRO DIGIT THREE        | Mro-Ziffer Drei     |
| U+16A64 (92772) | 𖩤               | Dezimalziffer                           | MRO DIGIT FOUR         | Mro-Ziffer Vier     |
| U+16A65 (92773) | 𖩥               | Dezimalziffer                           | MRO DIGIT FIVE         | Mro-Ziffer Fünf     |
| U+16A66 (92774) | 𖩦               | Dezimalziffer                           | MRO DIGIT SIX          | Mro-Ziffer Sechs    |
| U+16A67 (92775) | 𖩧               | Dezimalziffer                           | MRO DIGIT SEVEN        | Mro-Ziffer Sieben   |
| U+16A68 (92776) | 𖩨               | Dezimalziffer                           | MRO DIGIT EIGHT        | Mro-Ziffer Acht     |
| U+16A69 (92777) | 𖩩               | Dezimalziffer                           | MRO DIGIT NINE         | Mro-Ziffer Neun     |
| U+16A6E (92782) | 𖩮               | andere Interpunktion                    | MRO DANDA              | Mro-Danda           |
| U+16A6F (92783) | 𖩯               | andere Interpunktion                    | MRO DOUBLE DANDA       | Mro-Doppeldanda     |